# 十勝海洋博覧会
十勝海洋博覧会（とかちかいようはくらんかい 英：HIROO EXPO'88）は、北海道広尾郡広尾町で行われた博覧会。

## 概要
広尾町開町120年を記念し、北洋漁業の衰退を迎える中で新産業の振興と地域活性化を図るべく開催。
- 会場：北海道広尾町 シーサイドパーク広尾・十勝港周辺[2]
  - 主会場：シーサイドパーク広尾[3]
  - マリンスポーツ会場、船舶一般公開、石狩丸停泊：十勝港[3]
- 主催：十勝海洋博覧会実行委員会
- 会期：1988年7月2日 - 9月4日[2]
- テーマ：21世紀への船出-きみがヒーロー!
- マスコット：ラッキー[4] - ラッコをモチーフとした[5]。
- 来場者数
  - 主会場：405,203人[6]（目標約30万人）[2]
  - 船舶公開・花火大会等周辺イベント参加者との累計：約526,200人[1]
- 経済効果：約40億円[2]

- 余剰金：171万9千円[6]
- 入場料
  - 前売り・団体：大人1200円、高校・中学生1000円、小学生・幼児400円
  - 当日：大人1500円、高校・中学生1000円、小学生・幼児500円（障害者半額）
  - 前売り券購入者には抽選で沖縄旅行3泊4日ペア2本、東京ディズニーランド2泊3日旅行5本などのプレゼントが与えられた。

## パビリオン・施設
パビリオン類はシーサイドパーク広尾の既存建築物やテントを用いて経費削減を図った。
海と科学の歴史ゾーン
- テーマ館「海と人のふれあい館」 - 日本の海洋開発やリゾート開発、海洋土木や先端情報などをパノラマ・ジオラマ・コンピューターを用いて紹介し海の未来を考える。シロクマ・ジャコウウシなどの剥製、「オーゼンベルグ」「メイフラワー」「海王丸」など世界の帆船60隻の模型を揃えた2階へのスロープ[8]、建設省CCZ計画に基づいた海辺のふれあいゾーンや海洋牧場・海洋リゾート都市構想などを盛り込んだ十勝港沿岸の未来を描く奥行き3.6m・横幅5mの大型ジオラマ、帯広土木現業所によるCCZ計画の500分の1ジオラマ模型や全国12箇所のCCZ指定地域紹介、帯広開発建設部の十勝港の歴史やマリーンタウンプロジェクト計画紹介[9]、航海計器、操舵体験シミュレーターなどを展開[8]。
- 清水建設「海洋牧場パビリオン」 - 清水建設による音響自動給餌システムを組み込んだ真鯛養殖を紹介する。真鯛稚魚4万匹をプールで飼育し1時間に10分間の実験実演を実施するとともに、清水建設の海洋牧場模型や衛星通信・円盤型音響給餌ロボット・海中展望台など将来の海洋システムや海洋牧場計画のビデオを展開[10]。
- サブテーマ館「空と海を拓く豊かな海づくり館」 - 宇宙開発（空を拓く）・海洋開発（海を拓く）をテーマに[3]、日本人の食生活と魚の関わりや産業開発を展望する。強化プラスチック製のアクアビーナス像をシンボルに据え8企業が出展、「しんかい6500」模型、バイオ潜堤システム、波の変形実験装置、気象観測ロケットMT-135P模型、魚の絵のコンピューター描画実演[11]、NASDAのロケット開発や人工衛星紹介、魚のペーパークラフトなどを展示[3]。
- コミュニケーション館 - 先端科学・情報通信などの最新技術を電話通信、コンピューター、衛星放送、おもしろ郵便などを通じて紹介[3]。
- ニューカレドニア館 - 広尾町と友好関係にあるニューカレドニアからの展示として[3]、シムフィリア・カラフィリアなど7種7個の紫外線で光るサンゴやオオベソオウムガイ[12]、歴史民俗資料などを展示[3]。
- 北の生活館 - 北国の住まい・健康・文化・余暇など快適な暮らしの提案や北のライフスタイルの提案を展示[3]。
- 道新十勝圏民ギャラリー - ビン・カシワ展、中村園子人形展、有名漫画家による絵本展やサイン会、十勝圏の住民参加による写真公募展や文化教室など十勝圏の芸術文化を展示[3]。
- 汎用エンジン展 - 海洋分野をはじめとした各産業で使われるエンジンの発展を展示[3]。

グルメバザールゾーン
- 十勝バザール館 - 地元25社含む32社が海産物、ぬいぐるみ、ワイン、十勝各市町村の名産品などを販売[13]。
- 太陽3Dワールドアニメシアター[3] - ドーム型劇場で立体映像アニメ「ロボリンの大冒険」を平日30分・土日20分間隔で上映[14]。上映時間10分、東映動画が映像制作を担当[15]。
- 海洋レストラン - 1階にバーベキューコーナー・2階にレストランを設けカニ・ホタテなどの入った海宝ラーメン、鮭・エビフライなどの入ったシーフードセット、鮭親子丼弁当[16]、海洋弁当など太平洋の海の幸を提供する120席のレストラン[3]。
- レストラン十勝港 - 海の幸や農畜産物を用いた磯ランチや海洋ラーメンなどを提供[3]。

魚と海の動物ゾーン
- 海の動物館 - トドのダイビングショー、オタリアやアシカ、アザラシショーなどを展開[3]。
- 水族科学館 - ボウズギンポなど150種1万匹の魚類を展示[3]。
- ラッコ館 -　アラスカから取り寄せた[3]、3頭の雌ラッコを58平米のプールで飼育展示する[12]。

エキスポランドゾーン
- 泉陽興業の施設参加で地上20mの大観覧車、フラワースイング、トップスインガー、パンドラ[3]、高さ6-7mのサイクルモノレール、サファリペット、ピーターパン、豆汽車、メリーゴーランドなど新規導入6機種を含め[17]、大小30機種を設置[3]。
- 巨大迷路「森の迷路」 - カラマツの自然林を活かした面積3600平米・総延長1200mの巨大迷路[18]。

マリンレクリエーションゾーン
- マリンスポーツ大会やデモンストレーション、ステージイベントなどを実施。
- マリンステージ　- 収容人数1200人のメインステージ[19]。

その他
- パノラマカー - 3両編成74人乗りのトレーラーバスとして、北ゲートから南ゲートまでの700mの区間で運航[20]。時速10km前後、所要時間約5分[21]。
- 石狩丸洋上公開 - 青函連絡船「石狩丸 (3代)」を停泊させイベントホールとして利用。客室・甲板・操舵室などを開放しゲームコーナー、NHK衛星放送受信テレビ、津川雅彦経営の店舗「グランパパ」、サンタクロースグッズ販売などを展開[22]。観覧者延べ48,700人[23]。
  - 海上ホテルとしても利用され7月1日から営業を開始し延べ9,600人が宿泊[23]。うねりによる宿泊キャンセルや見学中止日が７月下旬までに合計約一週間生じたため船から100m沖に長さ約200mの仮防波堤を設置しうねりの軽減を図るも[24]、海象の悪化を考慮し8月17日で公開を取りやめた[25]。

## 主なイベント
マリンステージ
- オープニングステージ uhbシブがき隊 in HIROO EXPO'88（7月2日）[26]
- キョンシーアワー（7月3日）[27]
- HBCラジオ「とべとべ十勝」
  - 7月9日 三船和子・仁藤優子ほか[28]
  - 7月23日 岸千恵子・西田ひかり[29]
- HTB早見優シーサイドコンサート（7月10日）[28]
- YAMAHA窪田宏プロジェクトフォーコンサート（7月17日）[30]
- NHKラジオ「ひるの散歩道」（7月19日 菅原洋一・山川豊・瀬川瑛子）[30]
- STVラジオ 演歌まつり（7月24日 金田たつえ、冠二郎、高村典子、朝川ひろこ）[29]
- お笑いものまね大会（7月28日 コロッケ）[31]
- お笑いバラエティショー[31]
  - 7月29日 宮川大助・花子
  - 8月14日 今いくよ・くるよ
- LOOKマリンコンサート（7月30日）[3]
- FM北海道 宮原学シーサイドライブ（7月31日）[31]
- 第5師団音楽隊演奏会（7月31日）[31]
- 杉尾聖二ミニコンサート（8月5日）[31]
- NHK おかあさんといっしょ にこにこぷんショー（8月5日）[31]
- HBCラジオ ビッグ歌謡ステージ[3]
  - 8月6日 角川博、山瀬まみ
  - 8月7日 島津ゆたか、村上幸子、祐子と弥生
- 天理高校吹奏楽（8月7日・8日）[31]
- 本田美奈子 with WILDCATS LIVE IN HIROO EXPO'88（8月9日）[31]
- のらくろヌイグルミショー（8月13日）[31]
- 仮面ライダーブラックショー（8月15日）[31]
- 寺内タケシとブルージーンズコンサート（8月16日）[31]
- 大マジックショー（8月21日 沢しんや）[32]
- 芹洋子北の大地コンサート（8月27日）[32]

船舶公開
- 海上保安庁巡視船「そうや」「りしり」（7月15日）[3]
- 海底ケーブル作業船「黒潮丸」（7月30日 - 8月2日）[3]
- 支援母船「なつしま」・深海潜水調査船「しんかい2000」（7月31日）[3]
- 航路標識測定船「つしま」（8月20日）[32][3]
- 海洋調査船「開洋丸」（8月20日-22日）[32][3]
- 北海道大学訓練船「おしょろ丸」（9月1日-3日）[32][3]

マリンレクリエーションゾーン
- 北海道マリンフェスティバル広尾会場[33]
  - マリンジェット・ジェットスキー全道大会（7月9日-10日）[3][33]
  - ディンギーヨットレース全道大会（7月16-17日）[3][33]
  - 全日本プロサーフィン連盟公認サーフィン全国大会（8月5日-7日）[3][33]
  - 日本プロボードセイリング選手会公認ボードセイリング全国大会（8月23日-28日）[3][33]

その他
- 海難救助訓練公開（7月14日）[3]
- ヤマベ渓流釣り（8月7日 楽古川河口付近、ヤマベ1万匹を放流）[3]
- 十勝毎日新聞 十勝港豪華海上花火大会（7月30日・8月14日）[3]
- 北海道新聞シンポジウム「資源を豊かにする新しい海岸づくり」（8月17日 広尾町児童福祉会館 岩下光男ほか）[34]

## 交通アクセス
十勝バスが、帯広駅から会場までの直通バス「マリンシャトルラッキー号」を1日1往復運行。観光バス車体に波をイメージした水色のデザインやラッコのキャラクターマークを描き、日曜日や夏休み期間は会場から十勝港第3埠頭にも乗り入れた。